# Isimerope
Isimerope is een geslacht van weekdieren uit de klasse van de Gastropoda (slakken).

## Soort
- Isimerope semele Radea & Parmakelis, 2013